# 新加坡電車

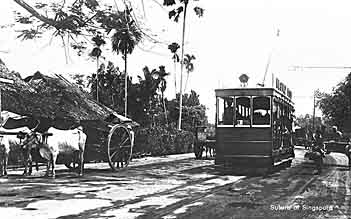
实龙岗路上段的電車（1900年代攝）

新加坡軌車，指曾經在新加坡服務的有軌電車，分蒸汽軌車和電氣軌車兩個時期。
最早期的新加坡軌車由蒸汽驅動，由新加坡軌車公司（Singapore Tramways Company）經營，於1886年通車，軌距1,000毫米（3英尺3+3⁄8英寸），第一條路線往來丹戎巴葛與佐士頓碼頭（Johnston's Pier），由於票價高昂，乘客人數一直不多，通車短短4年後便賣給丹戎巴葛碼頭公司（Tanjong Pagar Docks Company），營運至1894年6月1日始終難逃倒閉的命運，全線停止運作。
1901年，新加坡電氣軌車公司（Singapore Electric Tramways, Limited）於英國成立，在原有的蒸汽電車路軌上加以翻新及擴建，並且於麥肯西路（Mackenzie Road）興建了一所發電廠供電予電車系統及鄰近社區使用。1905年開始正式運作，公眾對此興趣不大，面對來自人力車的競爭壓力，車票價格最終下調。至1909年才錄得收支平衡，全年盈利僅134磅。系統營運至1927年全面被無軌電車所取代。
【注意】这里的1927年，并不是新加坡电车系统停运的时间！
根据CNA纪录片记录，1930年的时候，新加坡依旧有108辆Trolley buses在运营。只是在战争之后，运营这些有轨电车的成本太高，所以新加坡整个有轨电车系统与1962年全面关闭。

## 註解
在新加坡中文裡，是把有軌電車稱呼作「軌車」，「電車」卻是指無軌電車；跟中國大陸與香港把電車指作有軌電車不同。

## 伸延閱讀
- York, F W; Phillips, A R. . Croydon, Surrey, UK: DTS Publishing. 1996. ISBN 1-900515-00-8.